# Gmina Bartniczka
Die Gmina Bartniczka (deutsch Bartniczka) ist eine Landgemeinde im Powiat Brodnicki der Woiwodschaft Kujawien-Pommern in Polen. Ihr Sitz ist das gleichnamige Dorf mit etwa 720 Einwohnern.

## Gliederung
Zur Landgemeinde Bartniczka gehören 13 Dörfer (deutsche Namen bis 1945) mit einem Schulzenamt:
| - Bartniczka (Bartniczka) - Grążawy (Grondzaw, 1942–1945 Gransau) - Gutowo (Guttowo, 1942–1945 Guttendorf) - Igliczyzna (Igliczysna) - Jastrzębie (Jastrzembie) - Komorowo (Komorowo) - Koziary (Koziary) | - Łaszewo (Groß Laschewo, 1942–1945 Lassen, Kr. Strasburg (Westpr.)) - Nowe Świerczyny (Neu Swierczyn) - Radoszki (Radosk, 1942–1945 Radebusch) - Samin (Samin, 1942–1945 Sammen) - Stare Świerczyny (Alt Swierczyn) - Świerczynki (Klein Laschewo, 1942–1945 Lassendorf) |

Weitere Ortschaften der Gemeinde sind:
| - Belfort - Długi Most - Gołkówko (Golkowko) | - Iły - Nowa Igliczyzna - Skrobacja | - Sokołowo - Wilamowo - Zdroje (Zdroje) |

## Verkehr
An der hier stillgelegten Bahnstrecke Działdowo–Chojnice lagen die Bahnhöfe Gutowo Pomorskie und Radoszki, wobei letzterer näher am Dorf Bartniczka denn am Ort Radoszki lag. Bartniczka liegt an der Woiwodschaftsstraße 544.